# Stefan Potocki (wojewoda bracławski)
Stefan Potocki herbu Pilawa (ur. 2 marca 1568, zm. 5 marca 1631) – wojewoda bracławski, starosta feliński, starosta lityński w 1619 roku, starosta kamieniecki pisarz polny koronny, generał podolski, rotmistrz wojska powiatowego ziemi halickiej w 1618 roku.

## Wywód genealogiczny
| 4. Jakub Potocki         |  |                    |  |  |                   |
|                          |  | 2. Mikołaj Potocki |  |  |                   |
| 5. Katarzyna Jemielnicka |  |                    |  |  |                   |
|                          |  |                    |  |  | 1. Stefan Potocki |
| 6. Andrzej Czermiński    |  |                    |  |  |                   |
|                          |  | 3. Anna Czermińska |  |  |                   |
| 7.                       |  |                    |  |  |                   |
|                          |  |                    |  |  |                   |

## Życiorys
Syn Mikołaja – dworzanina i rotmistrza królewskiego, brat: Andrzeja kasztelana kamienieckiego, Jakuba wojewody bracławskiego i Jana wojewody bracławskiego. Posiadał majątki ziemskie: Złoty Potok, Buczacz i Czortków. Od 1599 roku rotmistrz królewski, później pisarz polny koronny od 1612 i wojewoda bracławski od 1628.
Był też generałem ziem podolskich. W 1600 był posłem na sejm. W 1607 zorganizował za zezwoleniem królewskim wyprawę do Mołdawii, która po śmierci ojca jego żony Marii, Jeremiego Mohyły (zm. 1606) oraz jego brata Szymona, hospodarów mołdawskich, osadziła na tronie jej brata, Konstantego Mohyłę. Gdy ten został powtórnie wygnany, w 1612 wyprawił się ponownie do Mołdawii, jednak został pokonany przez Turków w bitwie pod Sasowym Rogiem i znalazł się w niewoli tureckiej, zaś oddziały tatarskie w odwecie spustoszyły południowe pogranicze Rzeczypospolitej. Z niewoli powrócił dopiero po kilku latach.
16 czerwca 1608 r. Stefan Potocki podarował Dominikanom miejsce na budowę kościoła i klasztoru w Potoku Złotym. Był właścicielem m.in. Gwoźdzca.
Został pochowany w Potoku Złotym (w fundowanym przez niego kościele Narodzenia Najświętszej Panny Marii i św. Szczepana Pierwszego Męczennika w Potoku Złotym).